# 우보샤오
우보샤오(吴伯箫, 1906년 3월 13일 ~ 1982년 8월 10일)는 중화민국 국민정부 시대에서 중화인민공화국 시대 초중기까지 문학 활동을 한 수필가 겸 군사평론가이다.

## 주요 이력
1924년 수필가 첫 등단한 그는 이후 중공 정부 시대 초기에 중국 인민해방군 육군 중좌 예편하였으며 중국공산당 당무위원 겸 문예행정특보위원 직을 역임하였다.

## 주요 경력
- 前 중국공산당 당무위원 겸 문예행정특보위원

## 주요 작품

### 산문
- 《우서(羽书)》
- 《흑홍점(黑红点)》